# マールティンシュ・ボツ
マールティンシュ・ボツ（Mārtiņš Bots、1999年5月12日 - ）は、ラトビアのリュージュ選手。スィグルダ出身。ロベルツ・プルーメと共にリュージュ2人乗りのペアを組んでいる。2022年北京オリンピックに出場し、2人乗りでは4位入賞、混合リレーでは銅メダルを獲得した。

## 主な戦績
| 年   | 大会                       | 開催地       | 種目              | 順位 | 記録       | 備考 |
| ---- | -------------------------- | ------------ | ----------------- | ---- | ---------- | ---- |
| 2021 | ヨーロッパリュージュ選手権 | スィグルダ   | 2人乗り           | 3位  | 1分23秒710 |      |
| 2021 | リュージュ世界選手権       | ケーニヒス   | 2人乗り           | 12位 | 1分41秒508 |      |
| 2021 | リュージュ世界選手権       | ケーニヒス   | 2人乗りスプリント | 11位 | 39秒420    |      |
| 2022 | ヨーロッパリュージュ選手権 | サンモリッツ | 2人乗り           | 3位  | 1分47秒458 |      |
| 2022 | ヨーロッパリュージュ選手権 | サンモリッツ | リレー            | 優勝 | 2分47秒101 |      |
| 2022 | オリンピック               | 北京         | 2人乗り           | 4位  | 1分57秒419 |      |
| 2022 | オリンピック               | 北京         | リレー            | 3位  | 3分04秒354 |      |